# 高橋慶太

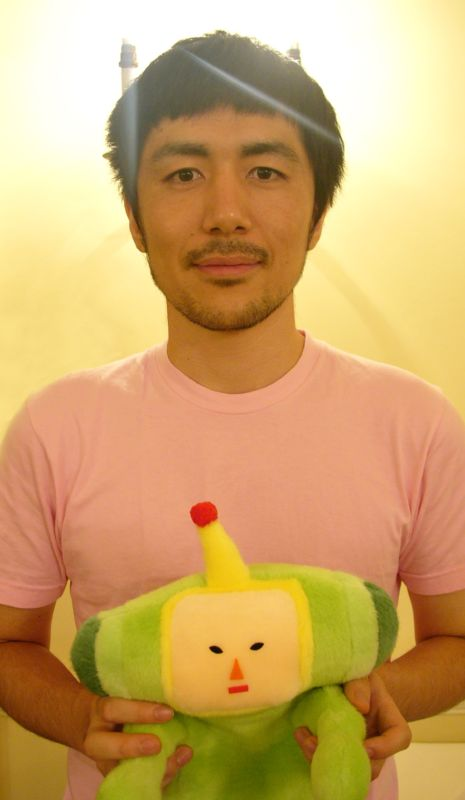
高橋慶太（2005年）

高橋 慶太（たかはし けいた、1975年 - ）は、福岡県北九州市出身のゲームデザイナー。元バンダイナムコゲームス所属。

## 人物
北九州市門司区生まれ。武蔵野美術大学で彫刻を専攻。1999年、大学を卒業しナムコへ入社。『塊魂』の斬新かつシンプルなゲーム性、独創的な世界観から一躍注目を浴びる。2010年にバンダイナムコゲームスを退社。英国ノッティンガムにある公園の再デザインプロジェクトに携わっている。カナダバンクーバー在住。
ゲーム以外に好きなことはストレッチと深夜のプロレス鑑賞。

## 作品
- 塊魂シリーズ
  - 塊魂（ディレクター、叫び声効果音、「塊オンザロック」共同作詞担当）
  - みんな大好き塊魂（アドバイス、ボイスアクター、「つよがり魂」作詞担当）
- のびのびBOY
- Glitch
- Tenya Wanya Teens
- A͈L͈P͈H͈A͈B͈E͈T͈
- Wattam [ワッタン]
- Crankin's Time Travel Adventure
- to a T

## 塊魂
高橋は様々なインタビューで、塊魂が革新的で創造的であるかのように褒められるのは予想外だったと述べている。また、塊魂を作るにあたって、インスピレーションを得たものとして以下のものを挙げている。
- 岡本太郎（画家, 彫刻家）
- 安藤忠雄（建築家）
- 伊藤若冲（画家）
- 柳原義達（彫刻家）
- パブロ・ピカソ（画家）
- ジョアン・ミロ（画家）
- フリーデンスライヒ・フンデルトヴァッサー（建築家, 画家）
- ズデネック・ミレル（チェコ語版、英語版）（絵本作家）
- バージニア・リー・バートン（絵本作家）
- サヴィニャック（グラフィック・デザイナー）
- 安野光雅（絵本作家）
- ジョン・アーヴィング（作家）
- 五木田智央（イラストレーター）
- くるり（ロックバンド）
- プレイモービル（玩具）
- リトル・ショップ・オブ・ホラーズ（映画）
- 日本の街の雰囲気
- 日本の文化